# Abbottstown
Abbottstown ist ein Borough in Adams County, Pennsylvania, Vereinigte Staaten. Der Bevölkerungsstand nach dem Census 2020 betrug 1022.

## Geographie
Abbottstown befindet sich an der westlichen Grenze des Adams County. Nach einer Erhebung des United States Census Bureau hat Abbottstown eine Gesamtfläche von 0,6 Quadratmeilen (1,6 km²) und es fließen keine Gewässer innerhalb des Gemeindegebietes. 
Durch Abbottstown führt der U.S. Highway 30 und verbindet die Gemeinde mit den benachbarten Städten Gettysburg und York.

## Bevölkerung
Nach dem Census 2000 betrug die Gesamtbevölkerung im Borough 905 Menschen in 323 Haushalten, 254 Familien lebten im Borough. Die Bevölkerungsdichte betrug 1592,2 Menschen pro Quadratmeile (613 pro km²). 95,25 % der Bevölkerung waren Weiße. 
In 141 Haushalten lebten Kinder unter 18 Jahren. 64,4 % der Haushalte bildeten verheiratete Familien, 10,2 % waren alleinerziehende Frauen und 21,1 % waren nichtfamiliäre Haushalte.
Die Altersstruktur in Abbottstown teilte sich wie folgt auf: 29,5 % der Einwohner waren jünger als 18 Jahre, 7,6 % waren zwischen 18 und 24 Jahren alt, 36,4 % waren zwischen 25 und 44 Jahren alt, 18,7 % waren zwischen 45 und 64 Jahren alt und 7,08 % der Bevölkerung waren über 65 Jahre alt. Dies ergab einen Altersdurchschnitt von 32 Jahren. Auf 100 Frauen kamen  92,1 Männer. 
Das durchschnittliche Haushaltseinkommen im Jahr 2000 betrug 49.063 $ und das durchschnittliche Familieneinkommen 52.578 $.

## Geschichte
Abbottstown wurde im Jahr 1753 von John Abbott gegründet und ist damit älter als das 1800 gebildete Adams County. Zunächst war es eine ländliche Gegend mit einigen Farmen. Beim Abbau der Steine für eine Kirche im Jahr 1843 wurde in Gemeindenähe Kupfererz und Steinkohle gefunden und so entstanden in der Folgezeit einige Minen. Ein großer Teil der Siedler in Abbottstown waren deutscher Abstammung. In der Zeit von 1833 bis 1848 wurde hier die deutschsprachige Zeitung „Intelligencer“ herausgegeben, die nach der Umbenennung in „Wochenblatt“ noch bis zum Jahr 1850 publiziert wurde, bis sie letztlich eingestellt wurde.